# Kees Neer
Kees Neer, pseudoniem van de onderwijzer Frederik René Lansdorf (Paramaribo, 13 april 1916 – Amsterdam, 15 februari 2003) was een Surinaams onderwijzer en schrijver.
Lansdorf werkte op vele plaatsen in het binnenland van Suriname. Hij stond in nauw contact met taalkundige en cultuurvorser pater Antoon Donicie. In 1957 vertrok Lansdorf naar Nederland. Zijn enige roman Viottoe (1949) speelt onder de Saramakaners en beschrijft het leven onder de marrons vanuit een katholieke optiek.

## Over Kees Neer
- Michiel van Kempen, Een geschiedenis van de Surinaamse literatuur, Breda: De Geus, 2003, dl. I, pp. 573-574.